# Куркелан'ярві
Куркелан'ярві (рос. Куркеланъярви) — озеро в Лахденпохському районі Карелії, Російська Федерація.
Розташоване на північ від озера Пієні-Ійярві і з'єднане з ним довгим струмком. По західному березі озера проходить лісова дорога.
Береги незначно підвищені, низини між підвищенями заболочені. Дно біля берега піщано-кам'янисте, в центрі озера — мульнее. Влітку вода на поверхні прогрівається до 18°С, на глибині — на 8-9 градусов нижче. Очеретні зарослі зустрічаються тільки на мілководді.
В озері мешкають окунь, плітка та щука малих форм. Плітка та окунь досить численні.